# Българско училище „Аз съм българче“ (Орландо)
Българското училище „Аз съм българче“ е училище на българската общност в град Орландо, щата Флорида, САЩ. То функционира към българската православна църква „Свети Георги Победоносец“ в Орландо. Към 2017 г. директорка на училището е Ралица Съдърланд.

## История
През учебната 2012/2013 г. негови учители са Диана Чолакова, Петя Сантос и Румяна Панкова. През 2017 г. училището понася щети от урагана „Ирма“.